# 魯瑟內什蒂鄉
43°55′29″N 24°33′55″E / 43.9248°N 24.5653°E
魯瑟內什蒂鄉（羅馬尼亞語：Comuna Rusănești, Olt），是羅馬尼亞的鄉份，位於該國南部，由奧爾特縣負責管轄，面積48平方公里，海拔高度54米，2007年人口4,842，人口密度每平方公里101人。